# اس اند ام (ترانه)
«اس و ام» (به انگلیسی: S&M) نام ترانه‌ای استودیویی اثر ریانا است. این ترانه در آلبوم بلند قرار داشت.
ریمیکس این ترانه به همراه بریتنی اسپیرز منتشر شد. همچنین ریانا و اسپیرز این ترانه را در مراسم جوایز بیلبورد ۲۰۱۱ اجرا کردند.